# Morgenstern (arme)
Pour les articles homonymes, voir Morgenstern.

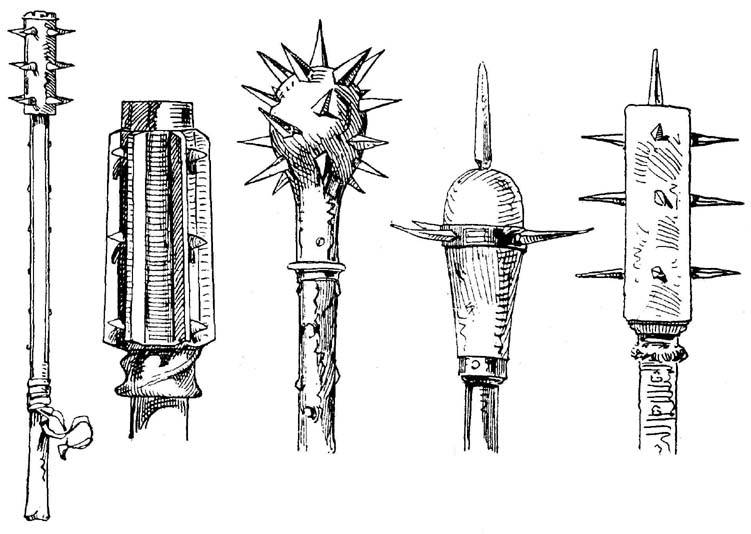
Différents types de Morgenstern.

Le morgenstern (mot allemand masculin ; en français : « étoile du matin ») est une arme blanche contondante utilisée en Europe au cours du Moyen Âge.

## Description

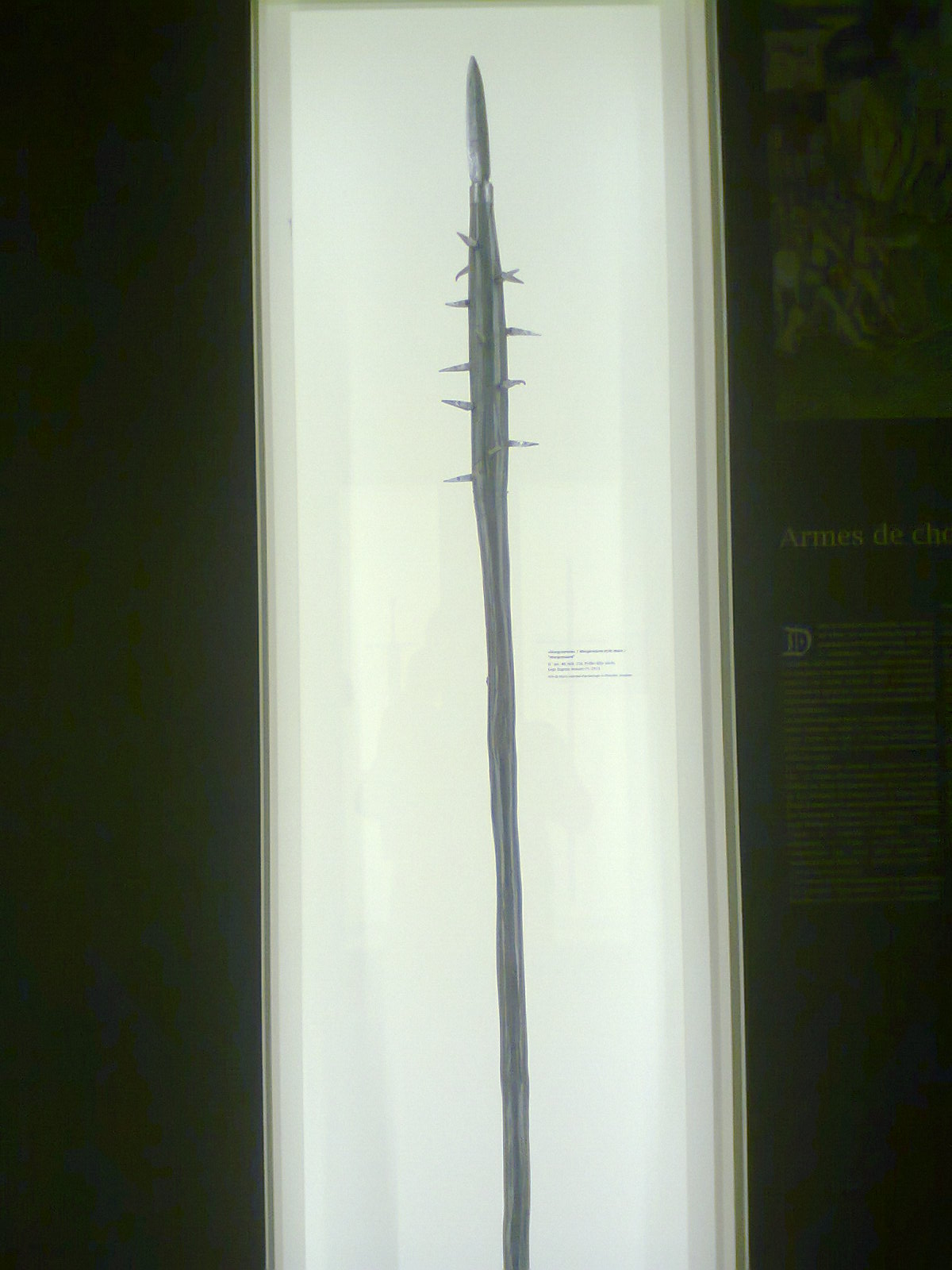
Morgenstern au château de Chillon.

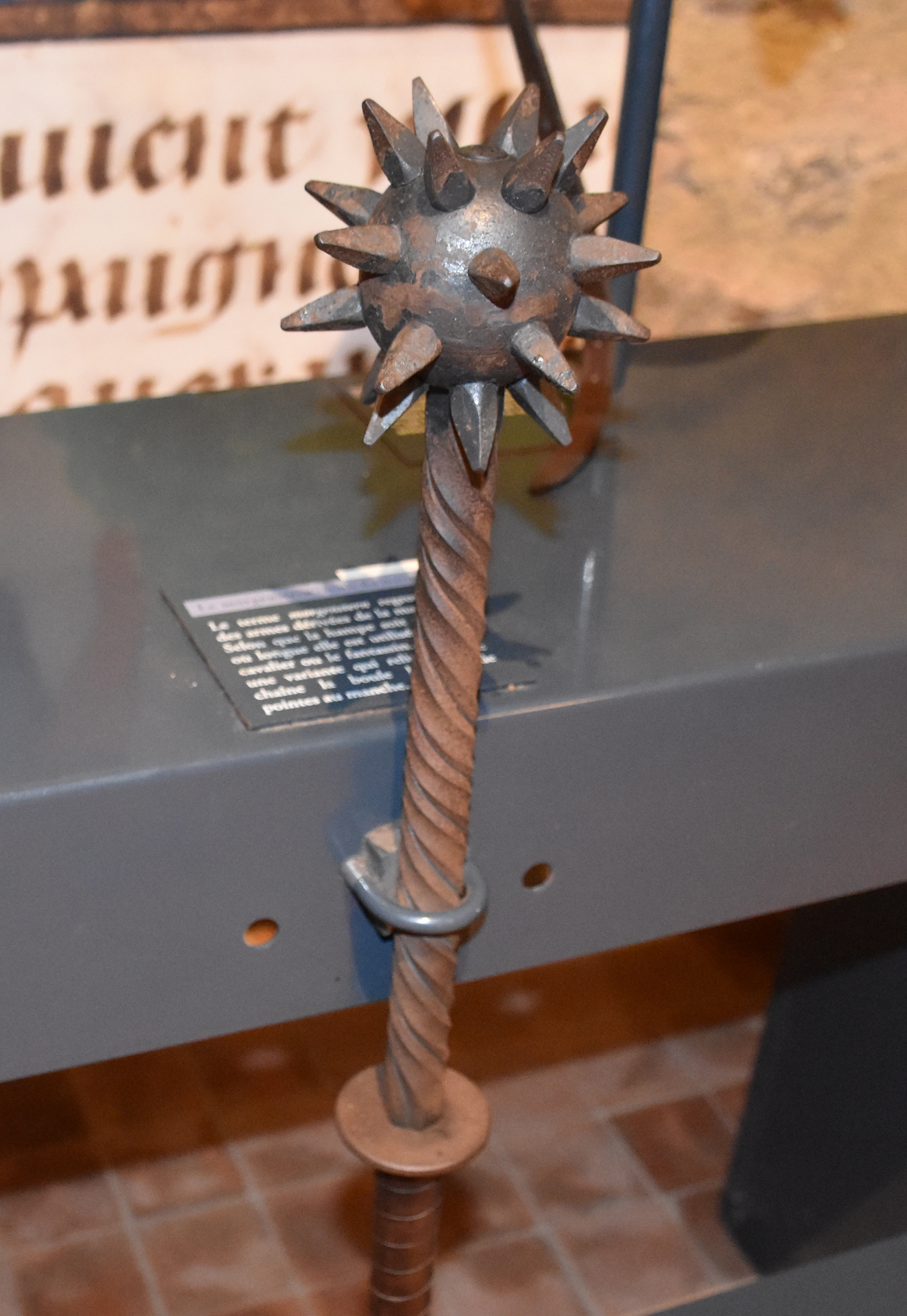
Morgenstern - Musée du château de Dinan

Le morgenstern est une arme blanche contondante non-articulée se terminant par une masse, présentant généralement des aspérités ou des lames, appelées « brides » ou « ailettes », proche de la masse d'armes.

## Historique
Ces armes étaient surtout utilisées en Allemagne et en Suisse.

## Dans les œuvres de fiction

### Littérature
- Dans la série de romans de fantasy relatant les aventures de l'Elfe noir Drizzt Do'Urden, Athrogate, le compagnon Nain de Jarlaxle, possède deux morgensterns magiques.

### Bande dessinée et manga
- Dans Sky High Survival, un masque de Mamoru Aikawa utilise une morgenstern.
- Dans ReZero, Rem utilise une morgenstern.

### Télévision
- Dans la série Z Nation, c'est l'arme principale d'Addy.
- Dans la série Shadowhunters, Clary est à la recherche de l’Étoile du matin.

### Jeux de rôle
Dans de nombreux ouvrages de jeu de rôle sur table, le morgenstern est souvent confondu avec le fléau d'armes ou le goupillon.
C'est le cas par exemple dans Mega 2, où l'arme est appelée morningstar, ou de L'Œil noir, version 5.

### Jeux vidéo
- L'arme est présente dans la série Baldur's Gate.
- L'arme est présente dans le jeu Mordhau mais est appelée étoile du soir.
- Dans League of Legends, c'est au départ l'arme du personnage Mordekaiser.
- Dans Commandos: Strike Force, la mission « Piège » utilise le mot « morgenstern » comme mot de passe permettant d'entrer dans le quartier général nazi.
- Egalement présente dans Elden Ring
- Le morgenstern est  l’arme du personnage de Lumi dans Brawl Stars
- Également présent dans Dont starve together

### Musique
Dans Morgenstern, le titre d'une chanson du groupe allemand Rammstein.